# نبيل شعبان
نبيل شَعَبان (من مواليد 12 فبراير 1953)، هو ممثل وكاتب أردني-بريطاني. شارك في تأسيس "غراي إي" (Graeae)، وهي فرقة مسرحية تُعنى بتعزيز حضور الفنانين ذوي الإعاقة. يُعرف بشكل خاص بدوره المتكرر كشخصية الشرير "سيل" في مسلسل دكتور هو.

## السنوات الأولى وبداية المسيرة
وُلد نبيل شَعَبان في عمّان، الأردن، وهو مصاب بمرض هشاشة العظام، وقد أُرسل إلى إنجلترا لتلقّي الرعاية الطبية، حيث نشأ في عدد من المستشفيات ودور الرعاية السكنية. درس في جامعة سري في أواخر السبعينيات، وشارك في تحرير صحيفة اتحاد الطلبة "Bare Facts". وفي عام 1997، منحته الجامعة درجة الدكتوراه الفخرية تقديرًا لجهوده في تعزيز الفنون الخاصة بذوي الإعاقة.
من أبرز أدواره التلفزيونية دور الكائن الفضائي الزاحف "سيل" في مسلسل الخيال العلمي البريطاني دكتور هو من إنتاج هيئة الإذاعة البريطانية. جسّد شَعَبان شخصية سيل في سلسلتين من المسلسل: الانتقام على فاروس عام 1985، وتحوُّل العقل عام 1986، وهو من ابتكر ضحكة الشخصية المميزة. أعاد تمثيل الدور نفسه في دراما صوتية من إنتاج "بيغ فينيش" بعنوان مهمة إلى ماغنوس عام 2009 وترياق النسيان عام 2013، وكلاهما من تأليف فيليب مارتن. كما عاد إلى أداء الشخصية مجددًا عام 2019 في مسلسل ويب من إنتاج شركة Reeltime Pictures بعنوان سيل وبذور الشيطان من أرودور، وكان من تأليف فيليب مارتن أيضًا.
شارك شَعَبان في عدد من الأفلام، منها: ولادة من نار عام 1983، مدينة الفرح عام 1992، فيتغنشتاين للمخرج ديريك جارمان عام 1993، أطفال غايا عام 1998، وأبناء الرجال عام 2006، كما عمل مع مجموعة "كراس كولكتيف". وفي عام 2011، أدى دور الإمبراطور الروماني قسطنطيوس الثاني في المسرح الوطني البريطاني ضمن مسرحية الإمبراطور والغاليلي لهنريك إبسن.
في عام 2003، قدّم شَعَبان فيلمًا وثائقيًا تلفزيونيًا بعنوان الفايكنغ الأغرب، ضمن سلسلة التاريخ السري على قناة Channel 4 البريطانية، استعرض فيه احتمال أن يكون زعيم الفايكنغ إيفار عديم العظم قد عانى من مرض هشاشة العظام نفسه. كما نشر سلسلة من ثلاثة نصوص مسرحية على منصة كيندل حول شخصية إيفار، صوّره فيها كأمير دنماركي مُعاق ذو عظام هشة وغير قادر على المشي.
رُشح شَعَبان لجائزة أفضل ممثل في المسرح الاسكتلندي عام 2005 من قبل جوائز النقاد للمسرح في اسكتلندا، عن أدائه دور "ماك السكين" في مسرحية أوبرا البنس الثلاثة لبرتولت بريخت، من إنتاج ورشة المسرح في إدنبرة. خسر الجائزة لصالح ديفيد تينانت، الذي كان يستعد لأداء دور "الدكتور العاشر" في دكتور هو.
عُرضت مسرحيته أول من يُؤخذ لأول مرة في مايو 2008، من إنتاج شركة Benchtours Theatre في إدنبرة بالتعاون مع شركة Sirius Pictures. عُرضت المسرحية لأول مرة في مسرح لايسيوم في إدنبرة يوم 23 مايو، ثم انتقلت إلى مسرح ترون في غلاسكو، ومسرح باير في سانت أندروز، ومسرح لورانس باتلي في هادرسفيلد.